# KV25
La KV25, també anomenada anteriorment WV25 (nomenclatura originada a partir de les sigles de West Valley, Vall occidental en anglès) és una tomba egípcia de la necròpoli coneguda com a Vall dels Micos, considerat el veí i el bessó en dimensions, geologia i funcions, de la vall dels Reis, també situada a la riba oest del Nil, a l'altura de la moderna ciutat de Luxor. La tomba va ser abandonada poc després de començar-ne la construcció, però sembla que era la destinada al faraó Amenhotep IV abans que canviés el seu nom i traslladés la capital a l'actual Tell el-Amarna.